# Ясенсвіт
«Ясенсвіт» (частина групи компаній «Овостар Юніон») — виробник курячих яєць, один із найбільших в Україні та в Європі.
Асортимент виробництва «Ясенсвіт» включає такі торгові марки: Омега-3, Super MAX, Молодильні, Original eggs, Справжні велетні, Домашній смак, Свіжі яйця, Для духмяних пирогів, Гулівер, Богатир, Ранкові, Ясенсвіт, Вільний вигул.
Яйця продаються в мережах Metro Cash&Carry, Novus, Auchan, АТБ, Сільпо та інших.
Лінійка рідких яєчних продуктів включає яйце рідке куряче, білок, омлетну суміш. Упаковка нової лінійки — комбінований картон, з сертифікованих джерел деревини, що піддається вторинній переробці.

## Історія
Підприємство почало діяльність 2000 року як ВАТ «Крушинський птахівничий комплекс», 2003 року перейменовано на ТОВ «Золоте курча».
1998 рік — було куплено птахофабрику «Малинове» в селі Телешівка, компанії почала виробництво курячих яєць.[джерело?]
2000 рік — придбання ВАТ «Птахофабрика „Україна“», майнового комплексу Ставищанської птахофабрики, а також майданчики з вирощування молодняку та інкубаторної станції в Кагарлику. Це стало базою для утримання власного батьківського поголів'я, отримання інкубаційного яйця та підрощування молодняку.[джерело?]
2001 рік — зареєстровано ТМ «Ясенсвіт».[джерело?]
2008 рік — отримано членство в Світовій організації провідних виробників курячих яєць та яєчних продуктів «International Egg Commission».[джерело?]
2009 рік — збудовано другий комбікормовий завод з переробки зернових для годівлі птиці на території ВАТ «Птахофабрика „Україна“», аби забезпечити кормами постійно зростаюче поголів'я несучої курки.[джерело?]
2010 рік — «Золоте курча» перейменовано на «Ясенсвіт», керівна компанія «Бориспіль Агро Трейд» — на «Овостар Юніон». Птахофабрики сертифіковані відповідно до міжнародної системи управління якістю та безпекою продуктів відповідно до вимог ISO 9001:2008 та ISO 22000:2005 HACCP.[джерело?]
2011 рік — початок продажів акцій Групи компаній «Овостар Юніон» на Варшавській фондовій біржі. Продано 1,5 млн акцій (25 % від капіталу компанії), сума ІРО склала PLN 93 млн. Цього ж року збудовано цех з переробки яєчної шкаралупи та завод з переробки насіння соняшника. З'являється нерафінована соняшникова олія ТМ «Ясенсвіт», куркам у корм додається природний кальцій та соняшниковий шрот власного виробництва.[джерело?]
Курячі яйця виробляються на двох птахофабриках чисельністю 2,3 млн продуктивного поголів'я несучок. Обидва виробничі майданчики розташовані поряд в Київській області. Компанія виробляє тільки білі курячі яйця, крос— Hy-Line W-36[що це?].
2017 рік — компанія отримала дозвіл на експорт яєць класу «А» до ЄС.
2019 рік — на птахофабриках було зібрано 1,587 млрд. яєць. Реалізація — 1,15 млрд. шт (-17 %), експорт — 525 млн шт. Поголів'я курки-несучки склало 6,7 млн, загальне поголів'я склало 8,1 млн особин. В рейтингу «ТОП-100. Найдорожчі національні торгові марки/українські бренди» за версією видання «Новое Время» і MPP Consulting за 2019 рік ТМ «Ясенсвіт» названа найдорожчим брендом яйця в Україні.
2020 рік — з'явилися рідкі яєчні продукти «Ясенсвіт»  у 500 г тарі Pure Pack.[значущість факту?]

## Нагороди
- 2021 — продукція отримала золоту нагороду на дегустаційному конкурсі Favorite food & Ddrinks, компанія пройшла сертифікаційний аудит FSSC 22000 V 5.1.[4]
- Диплом провідного експортера (2019) від імені Міністерства аграрної політики та продовольства України, Київської ТПП і Центра підтримки експорту КТПП.[джерело?]
- Птахофабрики «Ясенсвіт» отримали сертифікат HALAL[5]
- Диплом за перемогу у номінації «Курячі яйця» за результатами народного голосування в рамках національного проєкту «Українська народна премія» 2018[джерело?]
- Премія «Private Label — 2011» в номінації «Найкраща якість».[джерело?]
- «Найкращий вітчизняний товар 2011 року».[джерело?]
- «Найкращий платник податків» (2011). Рокитнянська міжрайонна державна податкова інспекція в Київській області нагородила компанію дипломом «Найкращий платник податків»[джерело?][значущість факту?]
- Гран-прі професійного дегустаційного конкурсу «Солодкий Тріумф 2008» за рідкий яєчний білок та перемога у номінації «Тріумф якості» за яєчний меланж та яєчний порошок.[джерело?]
- Знак якості товарів та послуг «Вища проба» за виробництво високоякісної продукції птахівництва (2004).[джерело?]
- Диплом Міжнародного Академічного Рейтингу популярності та якості Золота Фортуна (2001).[джерело?]